# Estannur
Un estannur és un compost químic format per la combinació de l'element estany i un o més elements menys electronegatius que ell. El mot estannur deriva del nom llatí stannum, estany.

## Nomenclatura
Els estannurs són combinacions de l'estany amb elements més electropositius o, cosa que és el mateix, menys electronegatius. La IUPAC ha establert que, a efectes d'anomenar els estannurs, els elements més electropositius són el plom, tots els dels grups 1 a 13 de la taula periòdica, els lantànids i els actínids. És a dir, els grups situats a l'esquerra del grup 14 de l'estany i el plom que està a sota.
Per anomenar aquests composts s'empra la nomenclatura de composició estequiomètrica, preferint-se la que indica la proporció de cada element mitjançant prefixos de quantitat. Els noms es formen començant per estannur precedit per un prefix, si cal, que indica la proporció de l'estany al compost; després la preposició de, i s'acaba amb el nom de l'altre element, també precedit del prefix que indiqui la proporció, si cal. Exemples:
- {\textstyle KSn}: estannur de potassi
- {\textstyle KSn_{5}}: pentaestannur de potassi
- {\textstyle K_{4}Sn_{9}}: nonaestanur de tetrapotassi

## Estannurs binaris
Els estannurs són composts intermetàl·lics. Els metalls alcalins formen una gran varietat d'estannurs binaris: {\textstyle NaSn,Na_{7}Sn_{12},NaSn_{2}}, {\textstyle NaSn_{5},KSn,K_{4}Sn_{9}}, {\textstyle K_{6}Sn_{25},K_{4}Sn_{23},} {\textstyle RbSn,CsSn}.